# Musik og sjov i trøjen
Musik og sjov i trøjen (originaltitel: Operasjon Løvsprett) er en norsk komediefilm fra 1962 instrueret af Knut Andersen. Filmen havde premiere i Norge den 13. august 1962 og udkom i Danmark året efter den 1. februar 1963.

## Handling
En gruppe militærledere har et nærmest håbløst job, da sælgeren Goggen, mekanikeren Bottolph, shippingmagnaten Rieber-Larsen og andre bliver indkaldt til tre ugers militærtjeneste. Sygeplejerskerne, Florence og Bitten, forværrer deres problemer.

## Medvirkende (i udvalg)
- Rolf Just Nilsen som Goggen Rask
- Arve Opsahl som Bottolph Johansen
- Odd Borg som Rieber-Larsen jr.
- Arne Bendiksen som Kenny
- Per Asplin som Lars Uppengen
- Kari Sundby som Margot Uppengen
- Tore Foss som major Kampstrup
- Carsten Byhring som kaptajn Bjerke
- Arvid Nilssen som assistent
- Leif Enger som generalen
- Rolf Sand som løjtnant Sem
- Sverre Holm som fændrik Viker